# Mesenzana
Mesenzana település Olaszországban, Varese megyében. Lakosainak száma 1682 fő (2023. január 1.). Mesenzana Cassano Valcuvia, Grantola, Montegrino Valtravaglia, Brissago-Valtravaglia és Duno községekkel határos.

## Népesség
A település népességének változása:
| Lakosok száma | 1523 | 1534 | 1682 |
|               | 2017 | 2018 | 2023 |